# Grevillea bedggoodiana
Grevillea bedggoodiana är en tvåhjärtbladig växtart som beskrevs av James Hamlyn Willis och Mcgill.. Grevillea bedggoodiana ingår i släktet Grevillea och familjen Proteaceae. Inga underarter finns listade i Catalogue of Life.